# Hybomitra przewalskii
Hybomitra przewalskii är en tvåvingeart som beskrevs av Olsufjev 1967. Hybomitra przewalskii ingår i släktet Hybomitra och familjen bromsar. Inga underarter finns listade i Catalogue of Life.